# Экология питания

Пищевая сеть в водной среде

Эколо́гия пита́ния, в русскоязычной литературе также используется термин трофоло́гия, который был предложен в 1934 году академиком С. А. Зерновым — раздел экологии об изучении потоков энергии и вещества по трофическим цепям и пищевым сетям. Как самостоятельное направление экология питания выделилась в 1940-х годах.

## Предмет изучения
Предметом изучения этого направления экологии являются количественная характеристика питания, избирательность питания и пищевая конкуренция, а также перераспределение веществ внутри организма и передача их по цепям питания.

## История
Первые представления о трофических взаимодействиях между организмами были описаны в трудах арабского философа Аль-Джахиза в 1300-х годах. Первая диаграмма трофических связей между организмами была опубликована итальянским биологом Лоренцо Камерано в 1880 году. В 1927 году Чарлз Элтон формализовал представления о пищевой пирамиде и пищевых сетях. В 1942 году опубликована статья Рэймонда Линдемана о трофико-динамических аспектах в экологии, которая предвосхитила дальнейшее развитие экологии питания. Самостоятельная концепция экологии питания была разработана в советским биологом Виктором Сергеевичем Ивлевым в книге «Экспериментальная экология питания рыб», вышедшей в 1961 году. Публикации Ивлева 1939 года оказали влияние на идеи о трофических уровнях экосистем Линдемана. В отличие от Линдемана, работы Ивлева были направлены на количественную оценку питания рыб и выявление источников энергии в популяции. В рамках этого подхода экология питания рассматривалась на уровне отдельных организмов, а не экосистем как в работах Линдемана.
Становление трофологического направления в гидробиологии связано с работами Н. С. Гаевской. Она сконструировала специальные приборы для оценки пищевой избирательности и предложила несколько параметров, которые позволяют оценить характеристики круговорота веществ и энергии в экосистемах: кормовой коэффициент, суточный кормовой рацион и индекс избирательности.
В 1980—1990-х годах была предложена гипотеза трофического каскада, которая приобрела известность благодаря работам Стивена Карпентера.